# Нюрофънк
Нюрофънк (или само нюро) е поджанр на дръм енд бейс музиката, възникнал в периода между 1997 и 1998 г. в Лондон като прогресия от текстепа. По-нататък е разработен с елементи от по-тежки форми на фънк, с много влияния от техно, хаус и джаз. Първите звуци от началото на еволюцията на нюрофънка, когато се отклонява от текстепа, могат да бъдат чути в сингъла на Ед Ръш и Оптикъл – Funktion през 1997 г. в първия им албум Wormhole.
Първото споменаване на този термин е в книгата Flash: A Journey Through Rave Music and Dance Culture на Саймън Рейнолдс.